# Horní Folmava
Horní Folmava (německy Ober-Vollmau) je malá vesnice, část obce Česká Kubice v okrese Domažlice v Plzeňském kraji. Nachází se asi 2,5 kilometru jižně od České Kubice. Prochází zde silnice I/26. Horní Folmava je také název katastrálního území o rozloze 6,42 km².

## Historie
První písemná zmínka o vesnici pochází z roku 1707.

## Obyvatelstvo
| Rok            | 1869 | 1880 | 1890 | 1900 | 1910 | 1921 | 1930 | 1950 | 1961 | 1970 | 1980 | 1991 | 2001 | 2011 | 2021 |
| -------------- | ---- | ---- | ---- | ---- | ---- | ---- | ---- | ---- | ---- | ---- | ---- | ---- | ---- | ---- | ---- |
| Počet obyvatel | 421  | 460  | 419  | 418  | 403  | 401  | 385  | 78   | 84   | 80   | 61   | 59   | 60   | 192  | 202  |
| Počet domů     | 44   | 47   | 47   | 52   | 57   | 60   | 63   | 37   | 37   | 14   | 14   | 17   | 21   | 31   | 43   |

## Obecní správa
Při sčítání lidu v letech 1850–1985 Horní Folmava byla osadou obce Folmava v okrese Domažlice. Od 1. července 1985 je částí obce Česká Kubice v okrese Domažlice.

## Pamětihodnosti
- Kostel svatého Antonína Paduánského

## Galerie

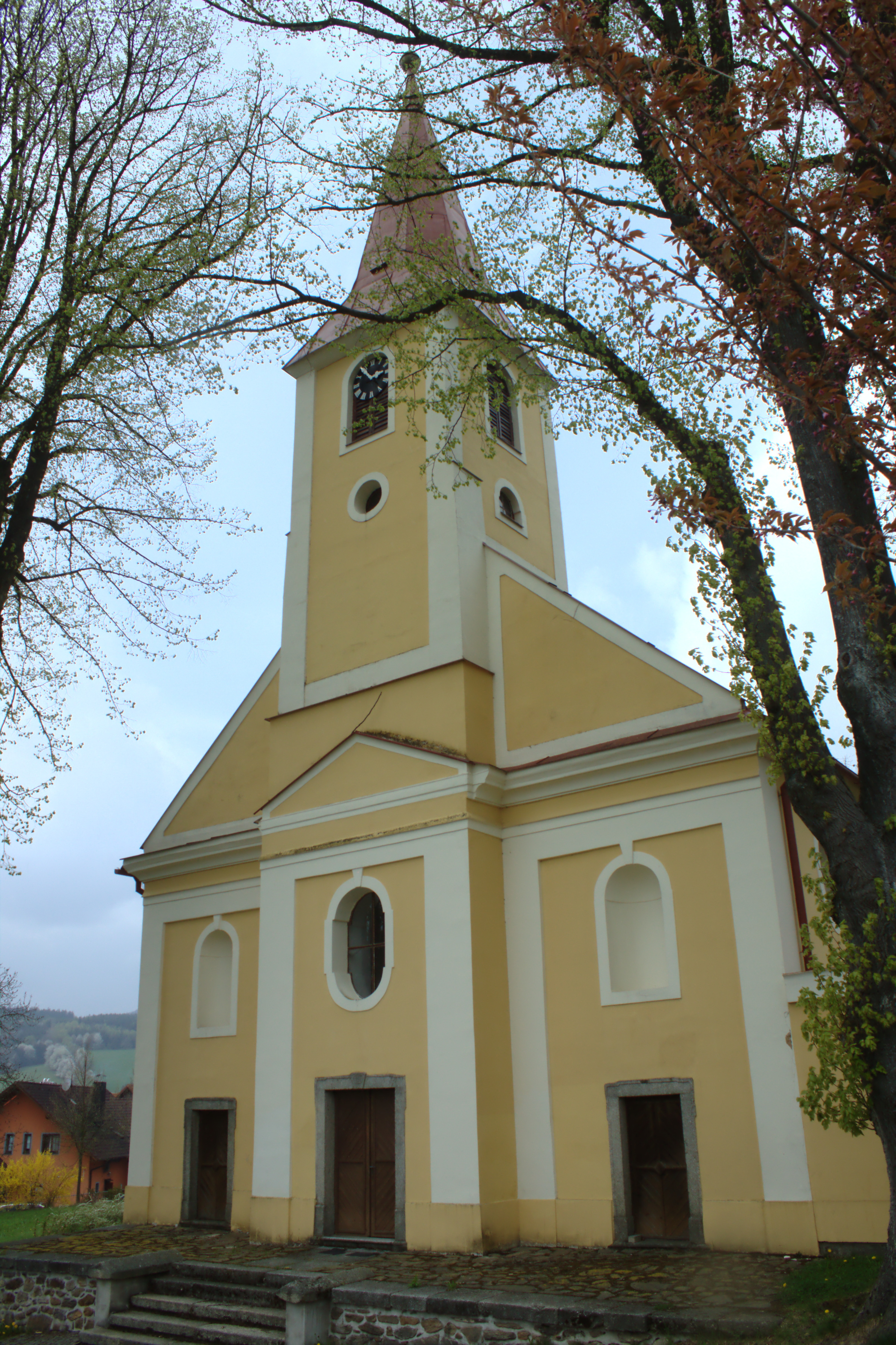
Kostel svatého Antonína Paduánského
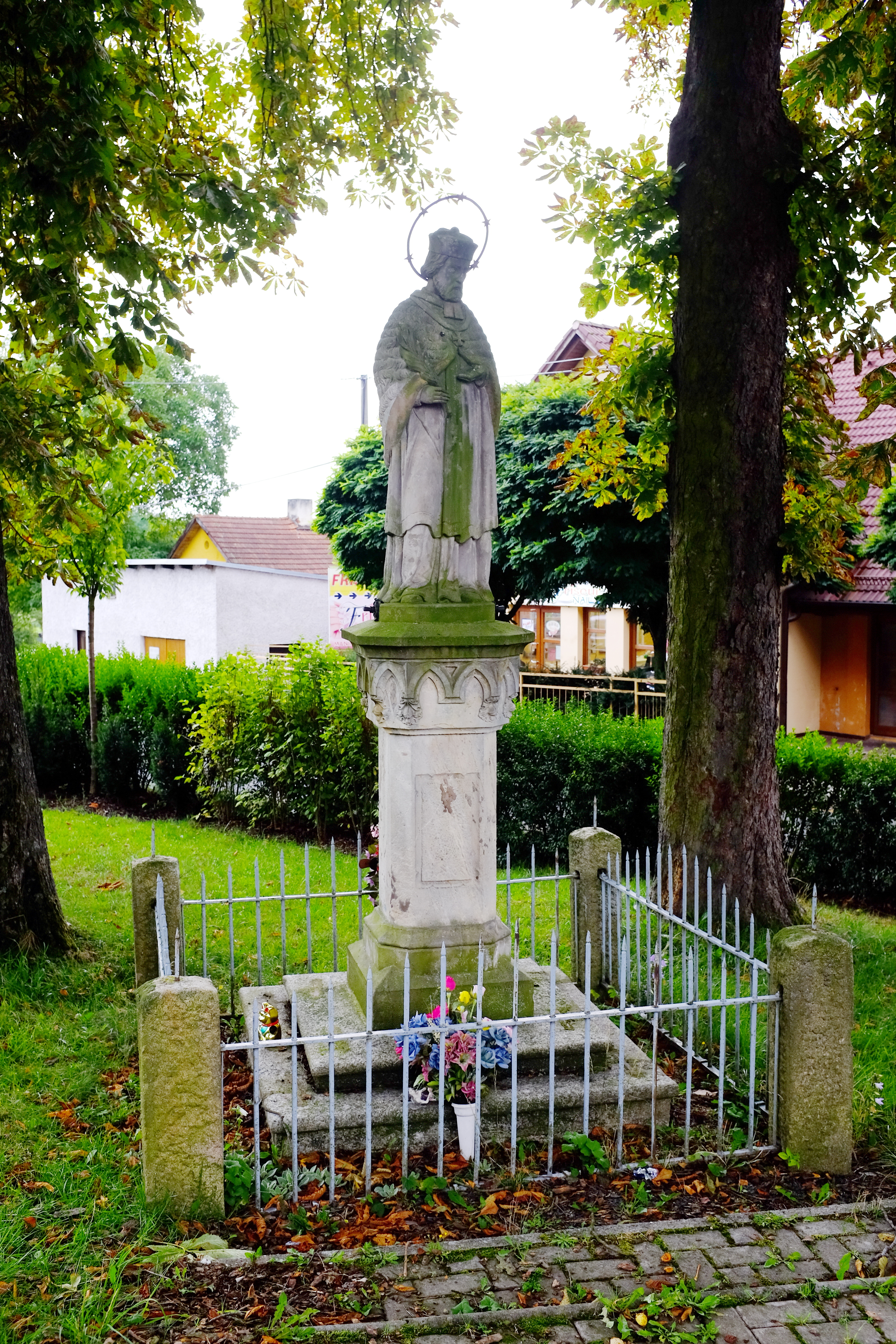
Socha svatého Jana Nepomuckého u kostela
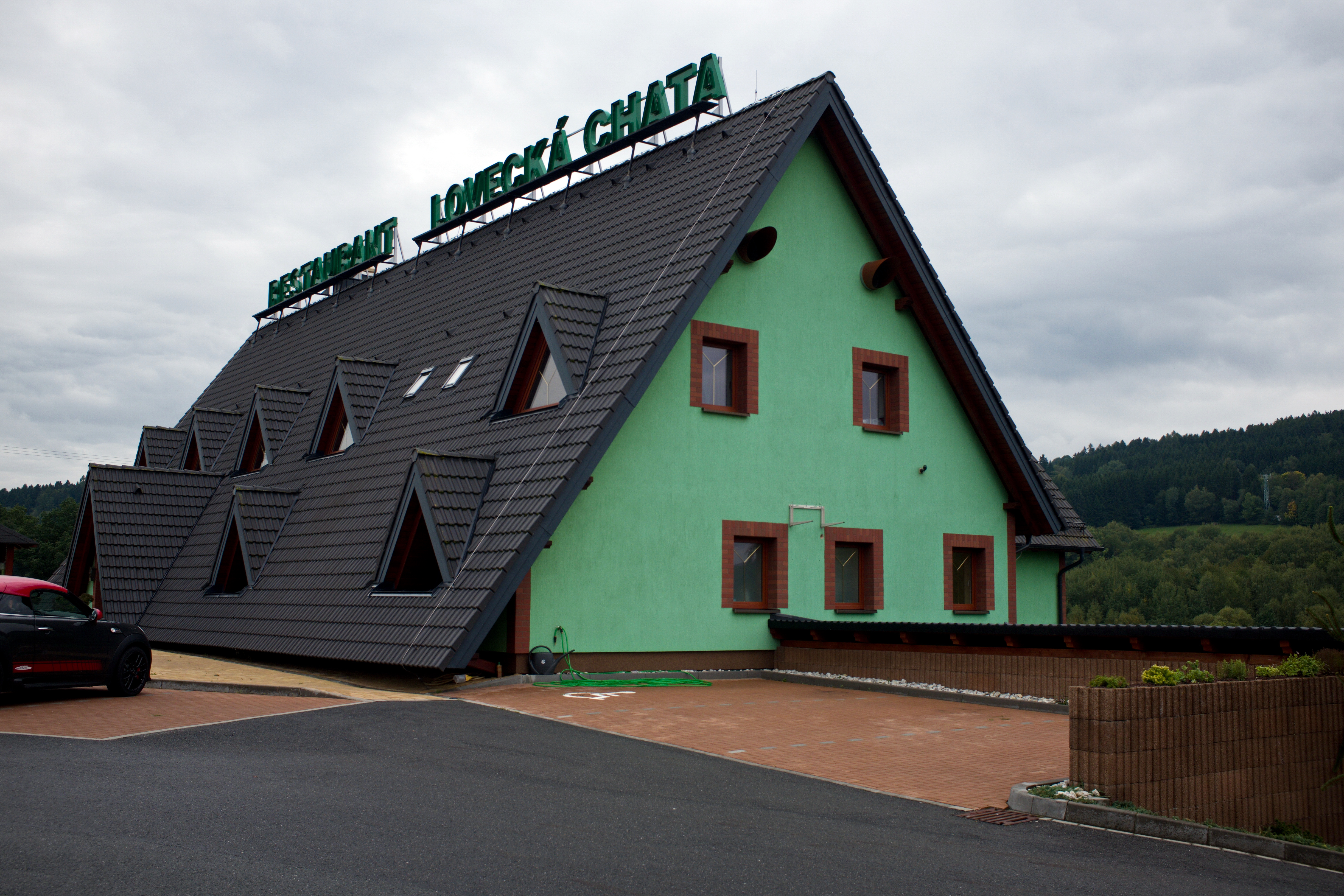
Restaurace Lovecká chata